# 布拉格伏尔塔瓦河滨河路

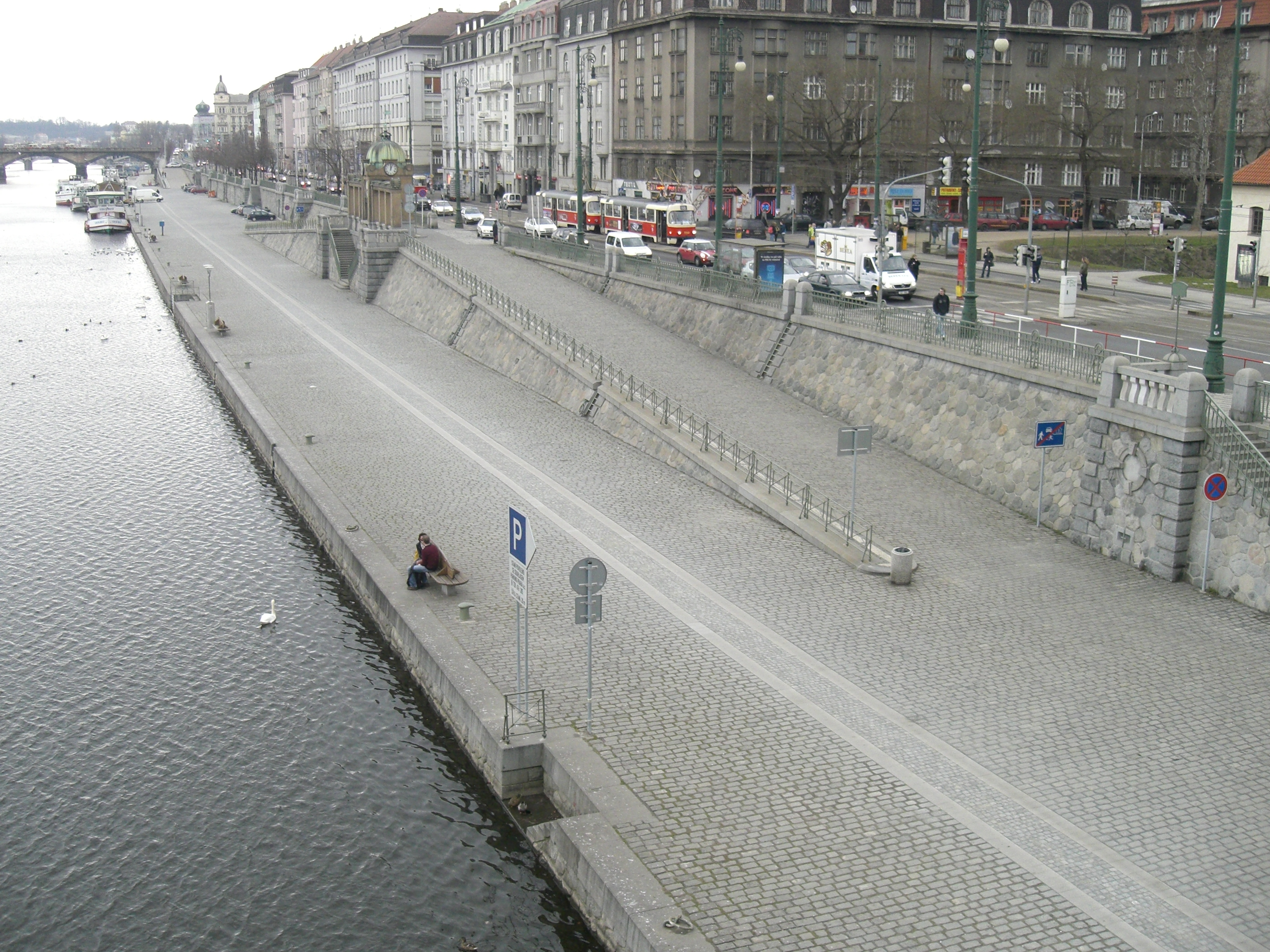
Rašínovo 滨河路 na Výtoni 和 náplavka.

布拉格市区伏尔塔瓦河两岸的滨河路是为防止洪水，而逐步建成的。布拉格的第一段滨河路是弗朗茨滨河路（今日斯美塔那滨河路），建于1841年至1845年之间，从查理大桥到新建的弗朗茨一世索桥。大多数布拉格的滨河路完成于20世纪的第一个十年。

## 右岸

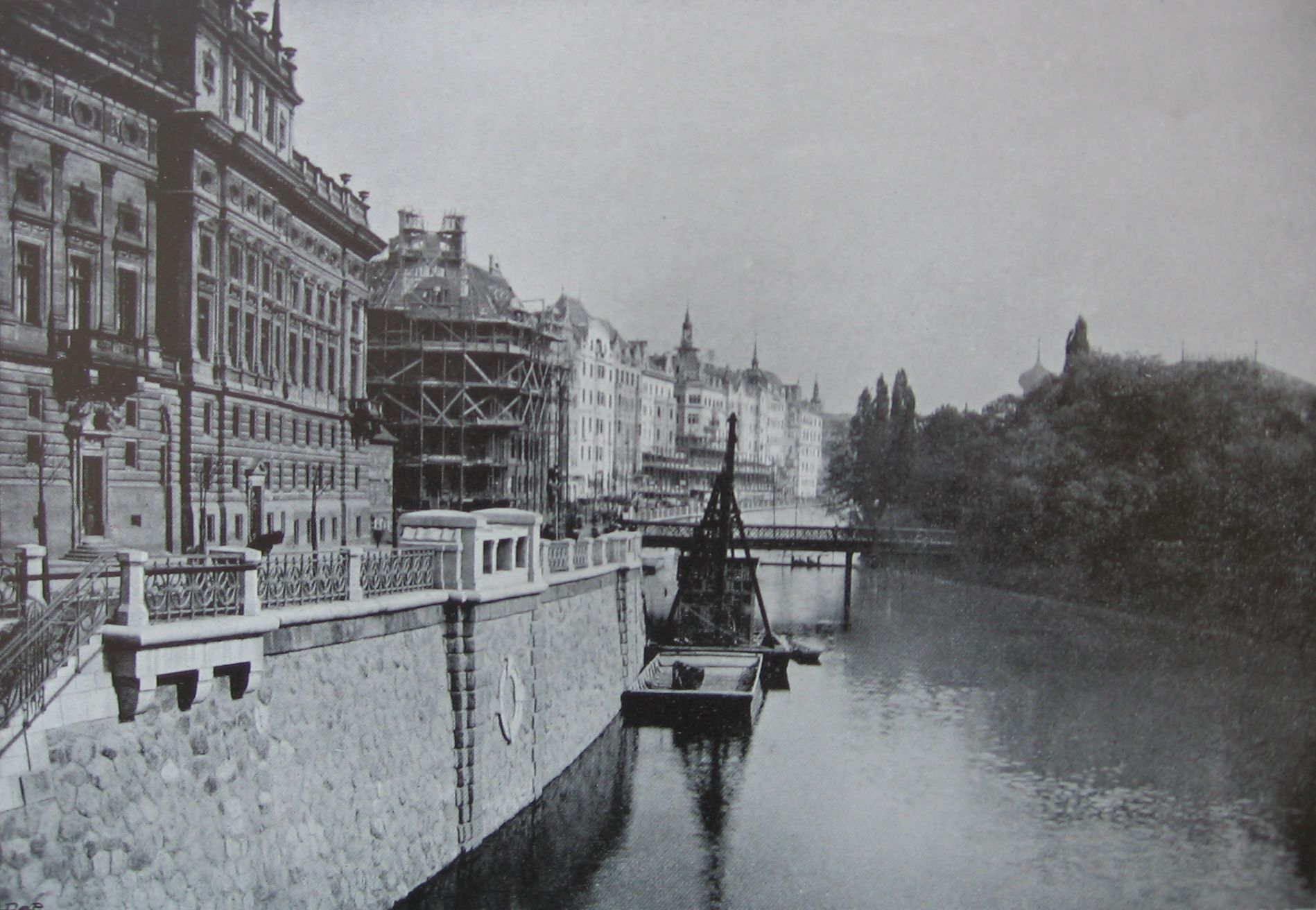
Riegrovo（今日Masarykovo）滨河路完成两年后，于1905年

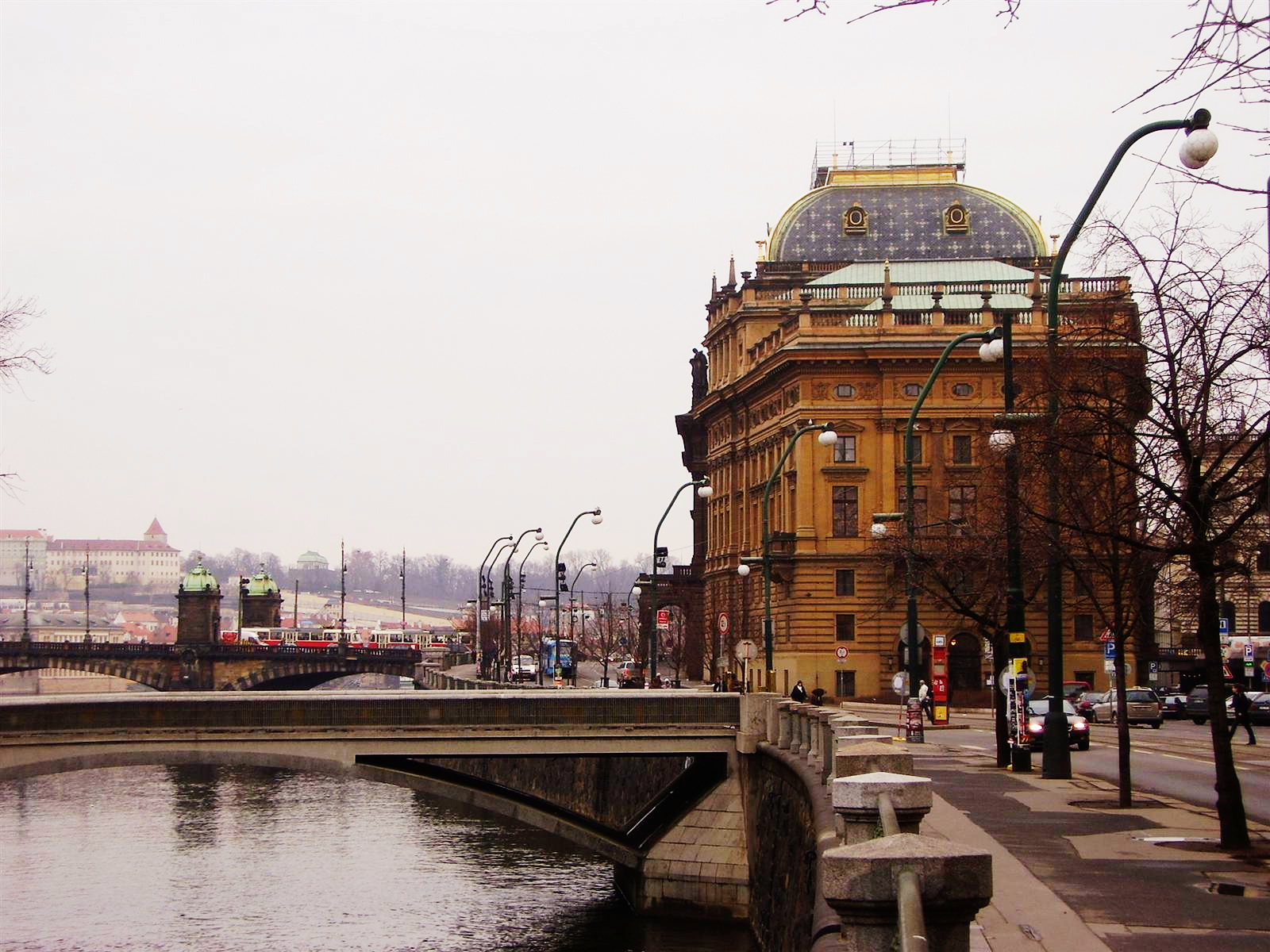
Masarykovo 滨河路

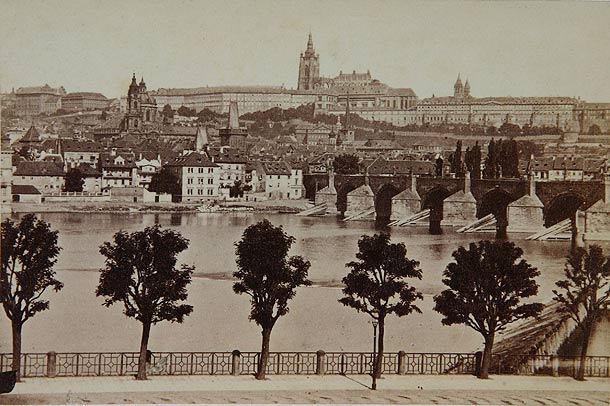
滨河路（今日斯美塔那滨河路）于1867年，完成后22年

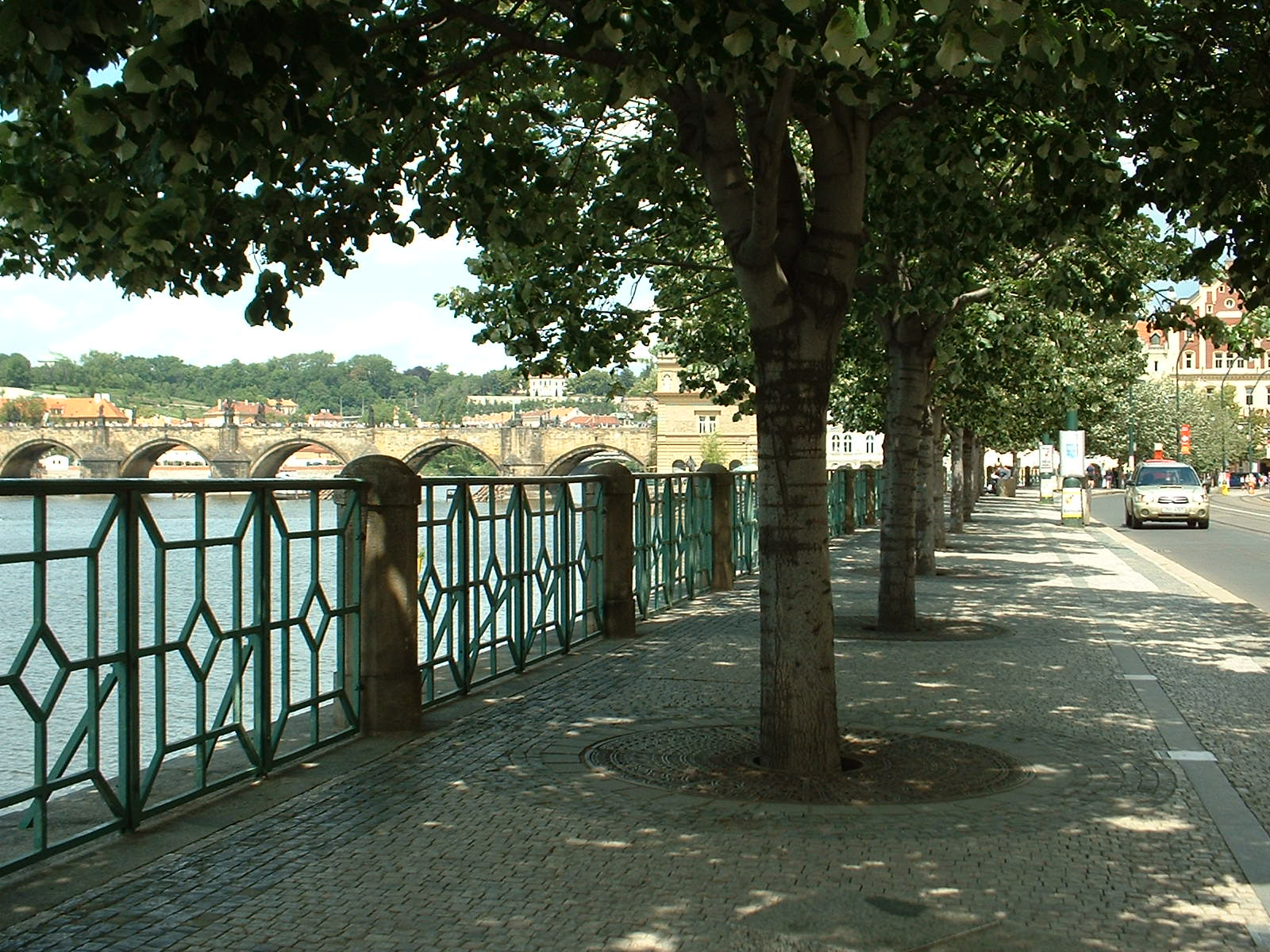
斯美塔那滨河路，布拉格最古老的石路基滨河路

斯美塔那滨河路（Smetanovo nábřeží）从Legií桥到查理大桥一线的Křižovnické广场。下面一段的Křižovnická街远离伏尔塔瓦河，直接滨河的是křižovnický修道院。此外，十一月十七日街承担着重要的交通负担，与伏尔塔瓦河之间有建筑物隔开。这些道路由于汽车和电车通过 Staroměstských  米尔斯和查理大桥狭窄的瓶颈路段而拥塞，但是在此可以欣赏查理大桥和布拉格城堡的美景，并接近布拉格老城和约瑟福夫，因此对游客相当具有吸引力。在19世纪上半叶，这里还是松软的沙质河岸，有渔民的小屋和古老的大树，当时河堤位于瓦茨拉夫一世修建的旧城墙以外，城墙在查理四世修建布拉格新城后拆除。在1841至1845年建成布拉格第一条石路基滨河路，从查理大桥到新建的弗朗茨一世桥。滨河路由建筑师伯纳德·格鲁伯提议，用花岗岩石块建造。最初它称为滨河路或老滨河路，1894年前后根据弗朗茨·约瑟夫一世改名弗朗茨滨河路（1903年至12年的几年中，弗朗茨滨河路是该滨河路及国家剧院以南新完成的今 Masarykovo滨河路的一部分）。从1919年至1952年称为Masarykovo 滨河路（除了1940–1945年）。自1952年以来命名为斯美塔那滨河路。

德沃夏克滨河路（Dvořákovo nábřeží）是一条相当重要的交通性道路，位于该市游览中心的外围，从Curieových广场，经过契诃夫桥，那是河上的一座通行汽车的桥梁。这条滨河路邻近医院和Na Františku修道院。19世纪以前从今巴黎街到Dušní街的一段滨河路称为Sanytrové 街。这条滨河路建于1904年，从一开始就称为德沃夏克滨河路，但是有一个时期，其东段称为Na Františku。 